# 斯尼阿巴鎮區 (密蘇里州拉法葉縣)
斯尼阿巴鎮區（英語：Sni-A-Bar Township）是位於美國密蘇里州拉法葉縣的一個行政鎮區。

## 地方資料
斯尼阿巴鎮區的面積為140.96平方千米，當中陸地面積為139.57平方千米，而水域面積為3.39平方千米。根據2020年美國人口普查的數據，當地共有人口7705人，而人口密度為每平方千米54.66人。